# Mija Kinning
Mija Kinning, född den 14 augusti 1967 i Lomma, är en svensk programledare, scenograf och författare.  Kinning är mest känd från programmet "Bygglov" i TV4 där hon medverkade säsongerna 2006–2012. Hon leder även det egna inredningsprogrammet "Det knackar".
Hon är sedan säsong 18 (med start 21/8 -2013) inredare i tv-programmet Roomservice i Kanal 5.